# Guerre civile angolaise
La guerre civile angolaise est un conflit important qui frappe l'Angola entre 1975, date de l'indépendance du pays, et 2001. La guerre débute immédiatement après l'indépendance, obtenue du Portugal en 1975. Avant cette date, l'Angola a déjà connu une guerre de décolonisation entre 1961 et 1974. La guerre civile qui s'ensuit est principalement une lutte entre les deux principaux mouvements de libération que sont le Mouvement populaire de libération de l'Angola (MPLA) et l'Union nationale pour l'indépendance totale de l'Angola (UNITA). Dans le même temps, cette guerre devient un champ de bataille de substitution dans le cadre de la guerre froide, un conflit de plus grande envergure opposant un bloc dirigé par les États-Unis et le bloc communiste mené par l'URSS, représenté sur le terrain par Cuba.
Si le MPLA et l'UNITA souhaitent tous deux obtenir l'indépendance, ils n'ont pas les mêmes soutiens dans le tissu social angolais. Si les deux mouvements ont des orientations socialistes, le MPLA se définit comme marxiste-léniniste et l'UNITA comme anti-communiste, de manière à susciter l'attention internationale. Un troisième mouvement, le Front national de libération de l'Angola (FNLA), combat le MPLA aux côtés de l'UNITA durant la guerre de décolonisation mais ne joue presque aucun rôle durant la guerre civile. En outre, le Front de libération de l'enclave de Cabinda, réunissant des militants séparatistes, combat pour l'indépendance de la province de Cabinda, au nord du pays.
Cette guerre, qui s'étale sur vingt-sept années, peut être divisée en trois périodes principales (1975-1991, 1992-1994 et 1998-2002), séparées par de fragiles périodes de paix. Quand le MPLA finit par l'emporter en 2002, 500 000 à 800 000 personnes, surtout des civils, ont été tuées et le nombre de déplacés au sein du pays s'élève à un, voire quatre millions. Cette guerre dévaste les infrastructures de l'Angola et fragilise durement l'administration publique nationale, le tissu économique et les institutions religieuses.
La guerre civile angolaise a été marquante en raison de la combinaison entre les violentes dynamiques internes au conflit et l'importance des interventions étrangères. En cela, cette guerre s'intègre pleinement dans le contexte mondial de la Guerre froide car autant les Américains que les Soviétiques, avec leurs alliés, fournissent une aide militaire significative aux parties en présence. En outre, le conflit angolais est lié à la deuxième guerre du Congo frappant la République démocratique du Congo ainsi qu'à la guerre d'indépendance namibienne.

## Origines du conflit
Au début des années 1960, alors que l'Angola est depuis le XVIe siècle une colonie portugaise, les colonies des autres pays européens (la France, la Belgique et la Grande-Bretagne) accèdent l'une après l'autre à l'indépendance. Cependant, le Portugal salazariste refuse toute indépendance de l'Angola, ce qui provoque la radicalisation des mouvements indépendantistes. L'attaque de la prison de Sao Paulo à Luanda, le 4 février 1961, est suivie de nombreuses insurrections et entraîne le commencement de la guerre d'indépendance de l'Angola.
Trois groupes concurrents prennent part au conflit contre les autorités portugaises :
- le Mouvement populaire de libération de l'Angola (MPLA), parti marxiste dirigé par Agostinho Neto et fondé en 1958, dont la base sociale principale est les Ambundu, les métis et les colons portugais communistes, est soutenu par l'URSS, qui lui livre des armes et forme ses cadres ;
- le Front national de libération de l'Angola (FNLA), dirigé par Holden Roberto et fondé en 1962, est majoritairement bakongo ainsi qu'armé et encadré par le Zaïre et la Chine ;
- l'Union nationale pour l'indépendance totale de l'Angola (UNITA), fondée en 1966 par une scission du FNLA, s'appuyant avant tout sur les Ovimbundu, dirigé par Jonas Savimbi, se réclamant marxiste jusqu'au début de la guerre civile, est également soutenu un temps par la Chine.

Positions des belligérants un mois avant l'indépendance, le 14 octobre 1975. (Le MPLA est en rouge, le FNLA en jaune, l'UNITA en vert).

Quand la révolution des Œillets d'avril 1974 met fin au régime salazariste au Portugal, le nouveau pouvoir annonce son intention de se retirer des colonies portugaises en Afrique, et de ne pas choisir quel groupe obtiendra le pouvoir. En Angola, les trois mouvements commencent alors immédiatement entre eux une lutte pour le pouvoir. Le FNLA, entrant en Angola par le nord, reçoit le soutien de l'armée zaïroise, de la Chine, du service Action du SDECE français, et de mercenaires ; l'UNITA reçoit celui de l'armée sud-africaine (encore sous le régime de l'apartheid) ; et le MPLA celui de l'armée cubaine.
Les accords d'Alvor du 15 janvier 1975, obtenus par l'intermédiaire du Portugal, semblent permettre un rapprochement momentané des trois factions et l'établissement d'un gouvernement d'union. Des élections générales - qui n'auront jamais lieu - sont également prévues. Néanmoins, les hostilités recommencent aussitôt et les combats entre les deux camps marquent le début de la guerre civile.

## Déroulement de la guerre civile: 27 ans de conflit

### Début de la guerre et internationalisation du conflit (1975-1976)

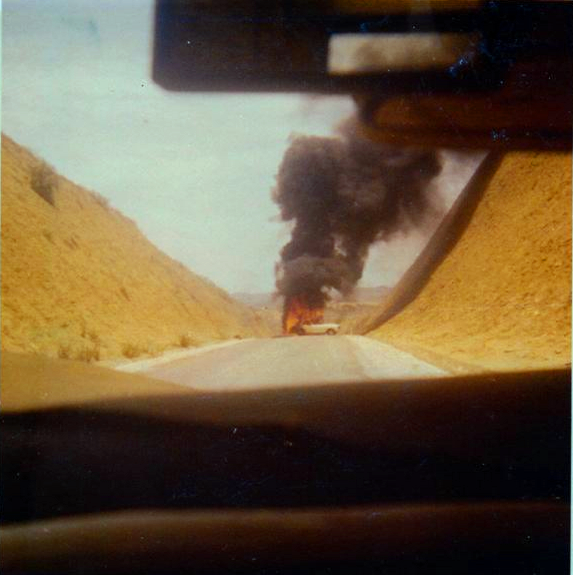
Une voiture affiliée au MPLA en flammes après avoir été touchée par un tir de l'UNITA près de Sumbe, 1975.

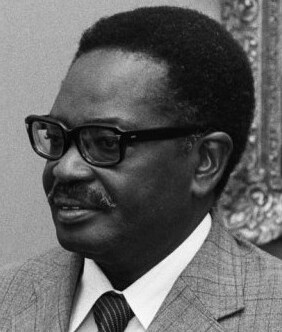
Agostinho Neto, président du MPLA et de l'Angola.

Dès le printemps 1975, alors que les accords d'Alvor ont perdu toute réalité, le MPLA se trouve dans une situation difficile face au FNLA, largement aidé par le Zaïre. Le Bloc de l'Est, représenté d'abord par Cuba, rapidement suivi par l'Union soviétique et les autres pays du pacte de Varsovie ainsi que par la Yougoslavie, décident alors de profiter de la situation pour s'engager au côté du MPLA. Des cargos des pays de l'Est accostent dans les ports de Luanda et Cabinda, et distribuent de grandes quantités d'armes, de véhicules et de munitions au MPLA et à diverses milices populaires. Des militaires cubains débarquent aussi, et permettent de créer une situation favorable à Neto.
En même temps, le MPLA négocie, difficilement, avec les divers conseils populaires qui s'organisent spontanément dans les villes, dominées par divers groupes marxisants divisés entre pro-soviétiques, staliniens, maoïstes et trotskystes. L'alliance temporaire avec ces hétéroclites « soviets » angolais, vite phagocytés par le MPLA, facilitent la prise des villes.
Ainsi, fin août, le MPLA a pris le contrôle de Luanda, mais aussi de Cabinda, Lobito, Benguela ainsi que plusieurs autres localités d'importance. En tout c'est près des trois-quarts des capitales provinciales, et des grands axes routiers du pays qui sont aussi aux mains des forces du MPLA et de ses alliés. De l'autre côté, l'UNITA de Savimbi et le FNLA de Roberto se trouvent dans l'incapacité de joindre leurs forces, et sont coupés des ports qui auraient pu permettre à leurs alliés de les ravitailler.

Schéma du déroulement de l'opération « Savannah ».

Cependant, dès août 1975, l’Afrique du Sud, inquiète devant la progression soudaine du MPLA, et souhaitant protéger les installations menacées du fleuve Kumene qui alimentent la Namibie en électricité, décide d’envoyer des commandos puis de dépêcher son armée. L'UNITA et le FNLA s'allient avec l'Afrique du Sud, qui leur livre un grand nombre d'armes et de munitions. Les forces armées du Zaïre franchissent également la frontière. En octobre, l’opération « Savannah » (en) est lancée avec le soutien des États-Unis, dont l'objectif consiste à reprendre Luanda avant le 11 novembre. L'entrée de l'Afrique du Sud dans la guerre renverse complètement la situation en quelques semaines, ses troupes et ses alliés s'avancent rapidement et profondément. Le 10 novembre, les troupes du FNLA, du Zaïre, et quelques mercenaires sont stoppés à la bataille de Kifangondo, à seulement 22 kilomètres de la capitale.
Le 11 novembre 1975, date prévue par les Portugais pour le retrait de leurs dernières troupes et pour l'indépendance du pays, le MPLA déclare l'indépendance de la République populaire d'Angola à partir de la capitale Luanda. Au même moment, le FNLA et l'UNITA font, ensemble, la même déclaration à partir de la ville d'Huambo.
Alors que l'effondrement du MPLA semble imminent, un pont aérien soviétique passant par les pays africains sympathisants envers le MPLA (Algérie, Libye, Tanzanie, Bénin, Guinée-Bissau et, surtout, Congo Brazzaville) augmente encore, cette fois de façon décisive, les quantités de matériel reçu. Le nombre de militaires cubains dépasse les 15 000 hommes, capables d'utiliser les avions MiG-21, les chars T-34 et PT-76, et leur déploiement met finalement l'opération « Savannah » en échec avec l’opération « Carlota »,.
Ne risquant plus un effondrement total, le MPLA s'attaque tout d'abord au FNLA de décembre 1975 à février 1976, le chassant des villes qu'il avait prises, et le condamnant à un rôle marginal pour le reste des hostilités.

### Enlisement (1976-1988)

#### Le coup d'État et la purge de 1977

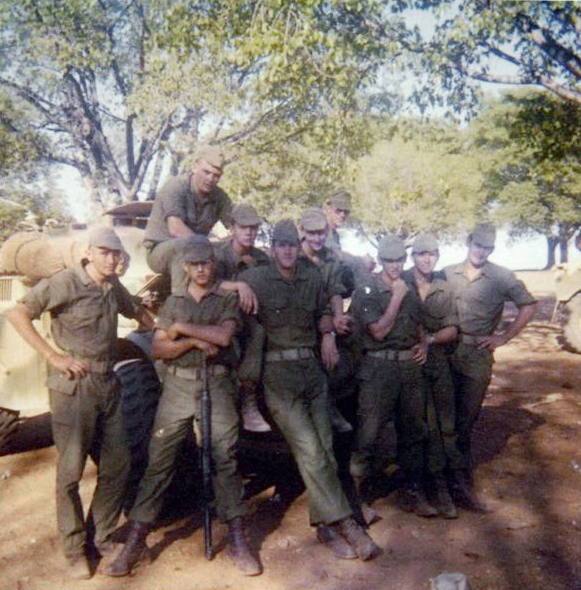
Soldats sud-africains en Angola.

Fin 1976, le MPLA et les Cubains contrôlent l'essentiel du pays. La reconnaissance de la légitimité du gouvernement de Luanda par les autres nations africaines est rapide. Elle s'explique par l'alliance de l'UNITA et du FNLA avec l'Afrique du Sud ségrégationniste, véritable marque d'infamie pour la plupart des pays africains. Mais le nouveau pouvoir est fragile : la plupart des colons portugais - exception faite des communistes - ont quitté le pays lors de l'indépendance, affectant gravement l'économie et l'administration du pays. La situation économique se dégrade, les pénuries s'aggravent, et le mécontentement gagne la population, tandis que Neto et ses alliés se montrent de plus en plus autoritaires.
Le pouvoir du MPLA est encore fragile, et l'équipe dirigeante doit faire face à une opposition hétéroclite (intellectuels liés au PCP et historiquement membres du parti quoique n'ayant jamais pu s'imposer face à Neto, jeunes des comités de quartiers fondés spontanément lors de l'indépendance et souvent marxisants quoique non soumis au MPLA, pro-soviétiques souhaitant entrer dans la sphère d'influence de Moscou, maoïstes portugais venus en Angola pour faire la révolution et pratiquer de l'entrisme, etc.), auquel s'ajoutent les pressions de l'URSS qui souhaite satelliser le pays pour obtenir des bases et accéder au pétrole et aux mines dont le sol angolais regorge, ce que Neto refuse.

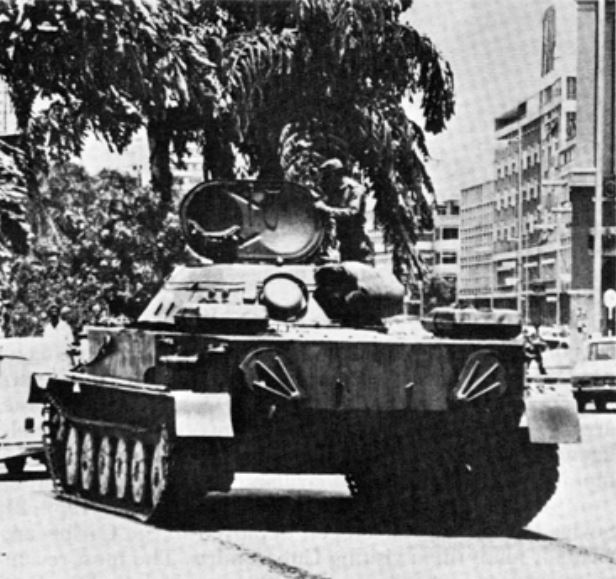
Char soviétique PT-76 en Angola.

Tous se regroupent donc derrière Nito Alves, jeune cadre populaire du MPLA, ministre de l'Intérieur, et de surcroît bien vu par les Soviétiques. Alves développe une rhétorique raciste dénonçant la surreprésentation de blancs et de métis dans la direction du parti, obtenant une réelle assise dans les quartiers pauvres de Luanda. Il est craint par Neto qui l'écarte de son poste fin 1976 pour factionnalisme. Le 27 mai 1977, Alves et ses alliés, José Van-Dúnem et Sita Valles tentent un coup d'État, mais le coup de force échoue grâce au soutien décisif des troupes cubaines. En effet, les Cubains ont intérêt à faire échec à l'homme de confiance de Moscou afin de peser sur la situation en Angola. Cuba affirme ainsi sa place à part dans le bloc de l'Est, ni indépendant, ni inféodé aux Soviétiques. Les conjurés sont capturés et exécutés tandis que Neto lance une vaste purge du MPLA : un nombre inconnu de personnes (les estimations vont de 30 000 à 82 000) accusées d'avoir été liées au mouvement sont arrêtées et tuées sommairement à la suite des évènements du 27 mai. La purge rend Neto seul maître du MPLA, position renforcée lors du congrès de novembre 1977. Pour autant, Neto se rapproche ensuite de l'URSS afin de ménager son allié, à l'égard de qui il demeure très dépendant, mais dont il ne sera jamais la marionnette,.

Positions des belligérants au 13 janvier 1984, le MPLA est en rouge, l'UNITA en vert, l'Afrique du Sud en bleu.

#### Intensification des combats
Pour dissocier le Zaïre du FNLA, Neto soutient des mouvements rebelles katangais. À la suite de l'intervention de la France, l'Angola et le Zaïre, et donc le MPLA et le FNLA, se rapprochent en 1978. La même tactique est utilisée contre l'UNITA, repoussé dans son fief du sud-est par le soutien du MPLA à l'Organisation du peuple du Sud-Ouest africain, afin de priver son adversaire du soutien sud-africain. Toutefois, le succès n'est pas aussi important qu'escompté et aucun camp n'arrivera désormais à remporter de victoire décisive contre l'autre.
À plusieurs reprises, l'Afrique du Sud pénètre sur le territoire angolais et affronte les armées angolaise et cubaine, combats qui participent à la guerre de la frontière, tandis que l'UNITA progresse et gagne un certain soutien de la population. Le conflit prend une forme de guerre classique en 1987-1988, le gouvernement angolais perdant peu à peu ses soutiens internationaux et tentant donc de mettre fin rapidement à l'UNITA. Au moins 11 militaires de l'Armée rouge sont morts dans ce pays et plusieurs aéronefs soviétiques détruits. Le service Action du SDECE français apporte une aide à l'UNITA. Un Mil Mi-8 aurait ainsi été abattu par le service Action en 1980.
1 200 soldats de l'armée soviétique furent déployés en Angola en 1985, ainsi qu'entre 20 000 et 40 000 soldats des forces armées cubaines, dont 10 000 trouvèrent la mort, et 3 000 soldats de l'Armée populaire de Corée afin d'apporter un soutien au MPLA. L'Allemagne de l'Est, la Tchécoslovaquie, le Mozambique, la Jamahiriya arabe libyenne, la république populaire de Bulgarie, l'Algérie, la Tanzanie, la Guinée, la république socialiste de Roumanie, la Guinée-Bissau et le Zimbabwe fournirent par ailleurs un soutien logistique au MPLA.
De son côté, l'UNITA était soutenu par la Chine, les États-Unis, Israël, le Zaïre, le Gabon, le Maroc et par la Côte d'Ivoire. L'Afrique du Sud a envoyé 20 000 soldats en Angola en 1976 afin de soutenir militairement l'UNITA, avant de les retirer en 1989.
L'extraction du pétrole était l'activité économique permettant au MPLA de maintenir son effort de guerre contre l'UNITA. Malgré son positionnement marxiste, le mouvement a maintenu tout au long du conflit de bonnes relations avec les compagnies pétrolières assurant l'extraction, en particulier avec la multinationale américaine Chevron. Cette situation singulière a, notamment, conduit le corps expéditionnaire cubain, pourtant farouchement opposé aux États-Unis dans le contexte de la Guerre froide, à défendre activement les installations de cette multinationale américaine contre les forces de l'UNITA, mouvement soutenu par la CIA,.

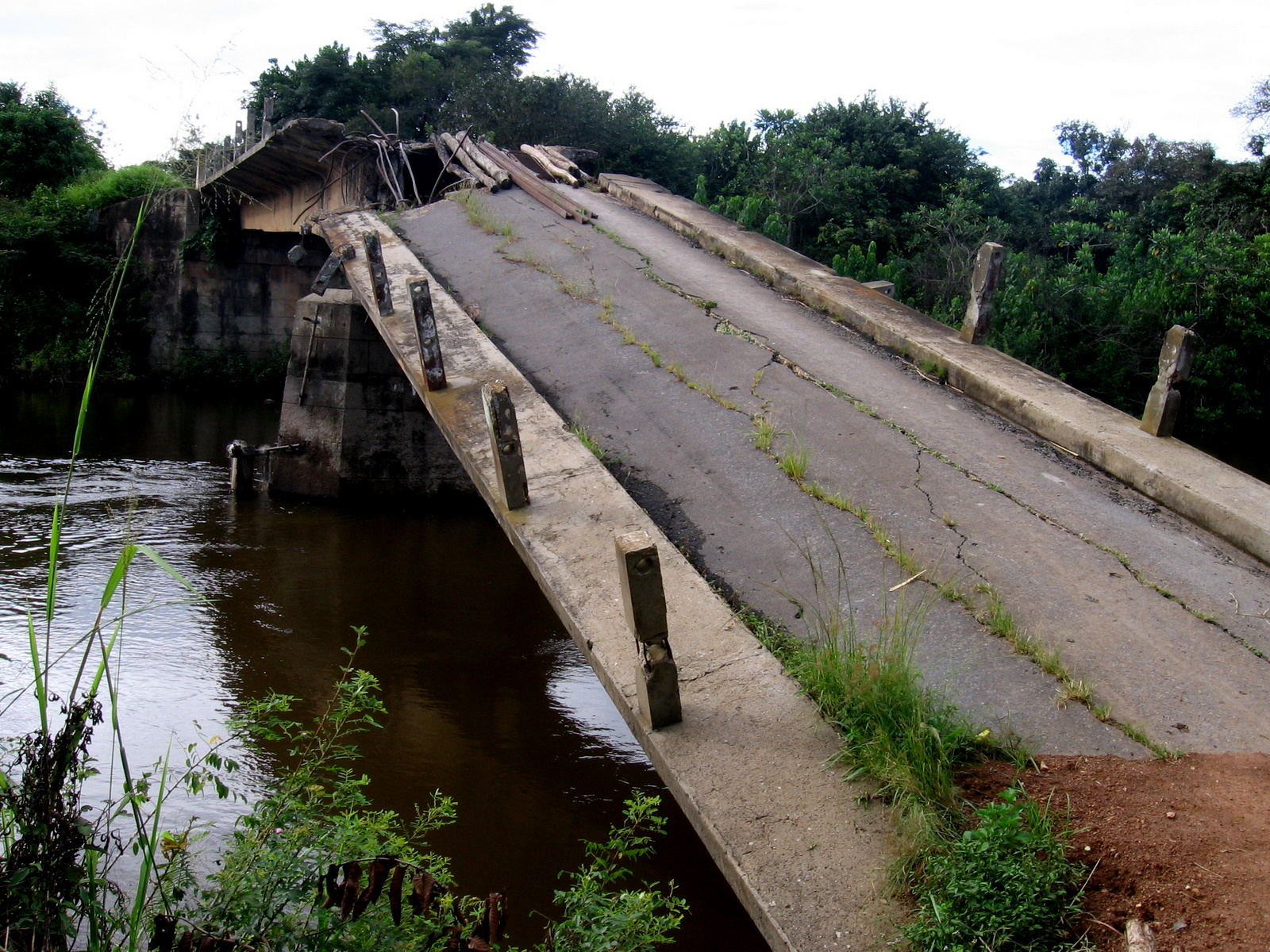
Pont détruit par les combats.

En janvier 1984, l’Afrique du Sud obtient de l’Angola la promesse du retrait de son soutien à la SWAPO (mouvement indépendantiste namibien installé en Angola depuis 1975) en échange de l’évacuation des troupes sud-africaines d’Angola. Malgré cet accord, l'Afrique du Sud, sous prétexte de poursuivre les guérilleros de la SWAPO, mène des opérations de grande envergure sur le sol angolais, chaque fois que l'UNITA subit des offensives des forces gouvernementales angolaises. En outre, l'Afrique du Sud organise des attentats en Angola. En mai 1985, une patrouille angolaise intercepte à Malongo un commando sud-africain qui s'apprêtait à saboter les installations pétrolières.
Les États-Unis procurent aux rebelles des missiles sol-air Stinger en passant par la base de Kamina, dans le sud du Zaïre. L'aide américaine portait également sur des armes antichars devant permettre à l'UNITA de mieux résister aux offensives de plus en plus menaçantes de l'armée de Luanda contre les zones encore sous son contrôle dans l'Est et le Sud-Est du pays.

### Processus de paix (1988-1992)
Le 22 décembre 1988, sont signés les accords de New York, ou accord tripartite, organisant l'indépendance de la Namibie et le désengagement progressif de l'Afrique du Sud, de Cuba et de l'Union soviétique. Malgré ces accords, l'Afrique du Sud, les États-Unis et le Zaïre continuent d'intervenir dans le conflit. Le 1er mai 1991, sont signés les accords de Bicesse, mettant en place un cessez-le-feu, la démobilisation des groupes armés (et leur intégration dans les Forces armées angolaises) et l'organisation d'élections. Celles-ci se tiennent les 29 et 30 septembre 1992 et donnent la victoire au MPLA lors des élections législatives et une majorité relative à José Eduardo dos Santos aux élections présidentielles. Selon la Constitution, un deuxième tour aurait été nécessaire pour que celui-ci soit légalement élu. Cependant, l'UNITA considère les élections comme truquées, ne les reconnaît pas et relance aussitôt le conflit.

### Reprise et fin des hostilités (1992-2002)

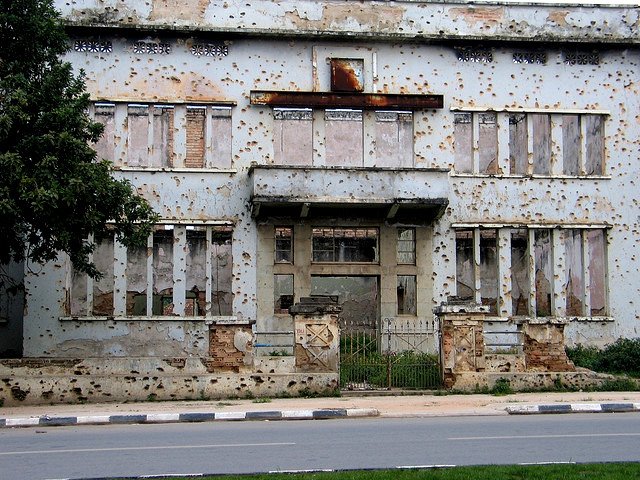
Bâtiment criblé de balles à Huambo.

Les hostilités reprennent immédiatement après les élections de 1992 et ne prendront définitivement fin qu'avec la mort du dirigeant de l'UNITA, Jonas Savimbi, le 22 février 2002.

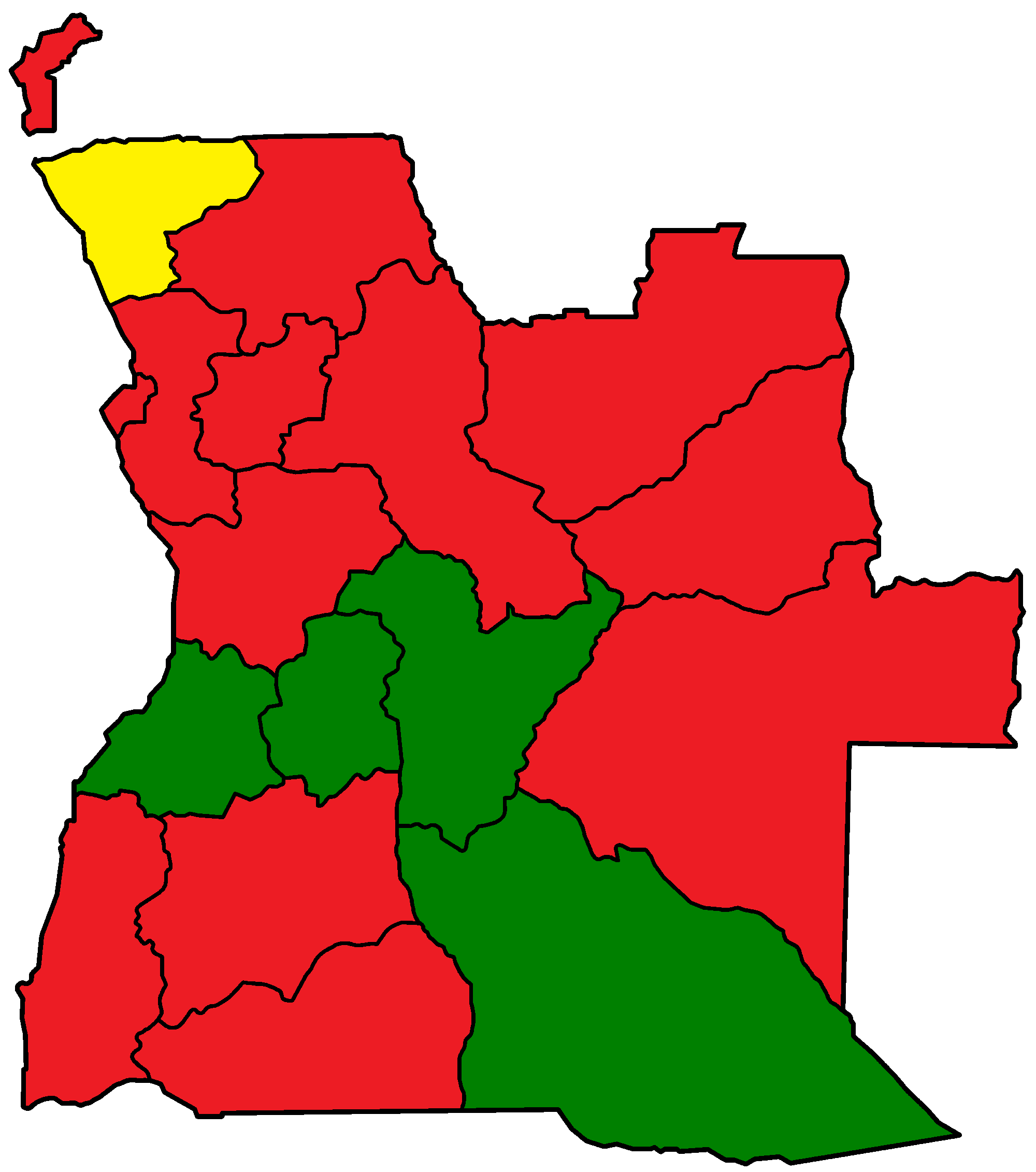
Résultats des élections de 1992: en rouge, les régions où la population a majoritairement voté pour le MPLA, en vert, pour l'UNITA, et en jaune pour le FNLA.

L’offensive de l'UNITA est d'abord victorieuse et l'organisation s'empare des principaux centres producteurs de pétrole et de diamants. Son intention était de partager le pays et de créer une République d'Angola du Sud qui posséderait les riches régions diamantifères.
En septembre 1993, le Conseil de sécurité de l’ONU adopte une résolution condamnant l’UNITA, considérée comme responsable de la reprise des combats. Les négociations reprennent officiellement en novembre 1994 et aboutissent à un nouvel accord de paix, qui sera rapidement rompu par Jonas Savimbi. Ce dernier déclare par la suite refuser « catégoriquement » l’un des deux postes de vice-président proposé par le gouvernement angolais. Plusieurs fois reportée, la constitution du Gouvernement d’unité et de réconciliation nationale (GURN) devient effective à partir d'avril 1997. En octobre de la même année, le Conseil de sécurité de l’ONU vote à l’unanimité des sanctions contre l’UNITA, qui refuse de démobiliser ses troupes.
Une grande partie des cadres militaires et combattants de l'UNITA choisit néanmoins de poursuivre le processus d’intégration au sein de l’armée nationale de sorte que des généraux issus de l'UNITA étaient aux commandes de l’armée lorsqu’elle élimina la « faction » de Savimbi, en février 2002. Après la mort de ce dernier de rapides négociations encouragées par l'ONU, la Russie, les États-Unis et le Portugal, José Eduardo dos Santos et Paulo Lukamba (en) « Gato », secrétaire général de l'UNITA, signent un accord de paix le 4 avril de la même année. L'UNITA, qui s'était déjà constituée en parti politique en 1991, démobilise ses forces armées qui sont en partie intégrées dans les Forces armées angolaises, dont un général de l'UNITA devient le chef d'état-major. Le MPLA ne tient cependant pas sa promesse d'organiser rapidement les élections, celles-ci étant reportées en 2008.

## Bilan
Le conflit a considérablement handicapé économiquement l'Angola. Le pays devait consacrer, à la fin des années 1980, jusqu'à 70 % de son PIB aux dépenses liées à la défense tandis que l'UNITA cherchait prioritairement à saboter et à détruire des objectifs économiques, allant jusqu'à s'attaquer à des centres médicaux et à des écoles.
Une étude de 1987 de l'UNICEF a estimé qu'il y a eu 140 000 décès d'enfants en 1986 en Angola et au Mozambique. L'étude a estimé que 45 % des décès étaient dus à la guerre et à la déstabilisation économique, notamment les raids transfrontaliers et les actions de guérills de l'UNITA et de la RENAMO. La mauvaise gestion de la part du gouvernement a aussi été pointé du doigt.
Le bilan humain global du conflit est estimé à 800 000 morts.
En 2021, le Président angolais, João Lourenço, présente publiquement ses excuses aux victimes du massacre du 27 mai 1977, où des dizaines de milliers de personnes sont mortes et auquel les militaires cubains ont participé.

## Culture populaire
- La première mission du jeu vidéo Call of Duty: Black Ops II prend place en pleine guerre civile angolaise, et met notamment en scène le général Jonas Savimbi comme allié du joueur.
- Une partie du jeu vidéo Metal Gear Solid V : The Phantom Pain se déroule dans une zone frontalière entre l'Angola et le Zaïre, et met en scène les enjeux pétroliers et les implications de l'Afrique du Sud dans le conflit.

### Filmographie
- Dissidence, film documentaire angolais, 1998.
- Cuba, une odyssée africaine. documentaire en deux parties de Jihan El Tahri sur Arte, 2007.